# Pemphredon morio
Pemphredon morio är en stekelart som beskrevs av Vander Linden 1829. Pemphredon morio ingår i släktet Pemphredon, och familjen Crabronidae. Arten är reproducerande i Sverige.